# Averrhoidium gardnerianum
Averrhoidium gardnerianum là một loài thực vật có hoa trong họ Bồ hòn. Loài này được Baill. mô tả khoa học đầu tiên năm 1874.